# Charles Bouchez
Pour les articles homonymes, voir Bouchez.
Charles Bouchez, né le 12 septembre 1811 à Lille et mort le 17 février 1881 à Paris, est un peintre français.

## Biographie
Charles Bernard Joseph Bouchez est le fils de Charles Joseph Bouchez et d'Anne Geneviève Boules.
Élève de Léger Chérelle, d'Eugène Lepoittevin et de Geoffroy-Alphonse Chocarne, il expose au Salon de 1837 à 1846.
En 1855, il épouse Anne Greze.
Il meurt à son domicile de la rue Saint-Marc à l'âge de 69 ans. Il est inhumé le 19 février 1881 au cimetière du Père-Lachaise.

## Œuvres exposées aux Salons parisiens
- Vue des bords de la Loire, au Salon de 1837
- Vue d'Etretat, au Salon de 1838
- Vue des bords du Rhin, au Salon de 1840
- Départ pour le marché ; vue prise aux environs de Rotterdam, au Salon de 1841
- Scène de pêcheurs à marée basse (Normandie), au Salon de 1842
- Vue de la plage de Scheveningen, en Hollande, au Salon de 1842
- Le marchand de poisson, au Salon de 1843
- Le pêcheur et son enfant ; souvenir de Normandie, au Salon de 1843
- L'huître et les plaideurs, au Salon de 1844
- Les vieux matelots, au Salon de 1844
- Marée basse, au Salon de 1845
- Plage de Blanckemberg, au Salon de 1845
- Vue des côtes de Normandie, au Salon de 1845
- Le grand-papa, scène de pêcheur des côtes de Belgique, au Salon de 1846